# Amyris elemifera
Amyris elemifera är en vinruteväxtart som beskrevs av Carl von Linné. Amyris elemifera ingår i släktet Amyris och familjen vinruteväxter. Inga underarter finns listade i Catalogue of Life.